# Coleophora argentella
Coleophora argentella é uma espécie de mariposa do gênero Coleophora pertencente à família Coleophoridae.